# Pseudocarchariidae
Pseudocarchariidae vormen een familie van haaien uit de orde van de makreelhaaien (Lamniformes).

## Geslacht
- Pseudocarcharias Cadenat, 1963